# Feltiella occidentalis
Feltiella occidentalis är en tvåvingeart som först beskrevs av Ephraim Porter Felt 1912.  Feltiella occidentalis ingår i släktet Feltiella och familjen gallmyggor.
Artens utbredningsområde är British Columbia. Inga underarter finns listade i Catalogue of Life.